# Поясъярви (озеро, Поросозерское сельское поселение)
По́ясъя́рви (фин. Pojasjärvi) — озеро на территории Поросозерского сельского поселения Суоярвского района Республики Карелия.

## Общие сведения
Площадь озера — 1 км², площадь бассейна — 201 км². Располагается на высоте 148,7 метров над уровнем моря.
Форма озера продолговатая, вытянутая с юго-востока на северо-запад. Берега каменисто-песчаные, частично заболоченные.
С восточной стороны озеро соединено короткой протокой с озером Юля-Виексъярви.
С северо-западной оконечности и озера вытекает река Поясйоки, впадающая в озеро Ала-Виексъярви.
Код водного объекта в государственном водном реестре — 01050000111102000011608.